# Trinity College (Cambridge)
El Trinity College es uno de los colleges que constituyen la Universidad de Cambridge en Cambridge, Inglaterra. El Trinity College tiene más miembros que ningún otro college en Cambridge u Oxford, con unos 660 estudiantes, 430 estudiantes de postgrado y más de 160 profesores y miembros del college. Es también el más rico de los college de Oxbridge con fondos propios de aproximadamente de 1500 millones de libras (en 2014). El Trinity se considera a sí mismo como “una institución académica líder mundial, con una destacada historia y tradición en educación, enseñanza e investigación.” Por estudiante, es una de las instituciones académicas mejor dotadas del mundo – con un presupuesto por estudiante de, aproximadamente, 1.000.000 libras. más de diez veces la media de 100.000 libras del resto de colleges de la Universidad de Cambridge.
Como su college hermano, el Christ Church, Oxford, ha sido tradicionalmente considerado como el más aristocrático de los colleges de Cambridge – y generalmente ha sido escogido como institución académica para la Familia Real Británica (El rey Eduardo VII, el rey Jorge VI, el príncipe Enrique de Gloucester, el príncipe Guillermo de Gloucester y Edimburgo y el rey Carlos III, fueron todos estudiantes). La Push Guide to Which University (2005) denominó al Trinity como “posiblemente el college más importante de Cambridge” y ha sido denominada como “la más hermosa institución educativa de Inglaterra”.". Sin embargo la proporción de estudiantes que vienen de la escuela pública y la privada se ha igualado, siguiendo la línea de otros colleges de Cambridge. Sin embargo, en 2005 tenía el dato más bajo de alumnos provenientes de la escuela pública (42%) de entre todos los colleges, aunque este dato varía de año en año. La primera vez que admitió mujeres estudiantes de licenciatura fue en 1978; y desde 1976 se admiten mujeres estudiantes de postgrado, y además el college contrató a su primera fellow en 1977.

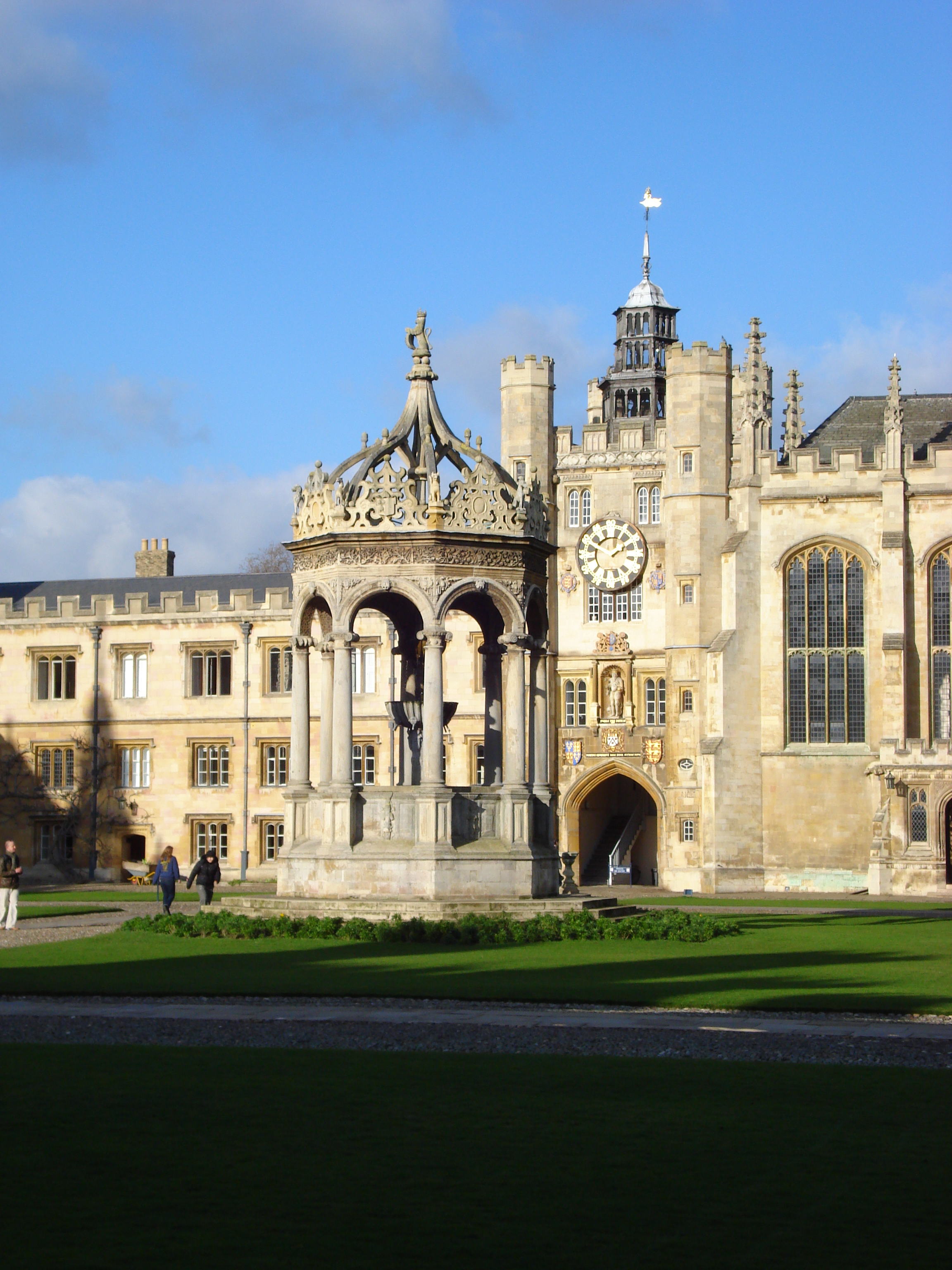
Vista del patio central del Trinity College.

El college es un gran propietario de terrenos, incluyendo propiedades en el Puerto de Felixstowe, y el parque tecnológico de Cambridge. El Trinity tiene una gran tradición académica, teniendo miembros que han ganado 35 Premios Nobel (más que muchos países, exceptuando a los Estados Unidos, Alemania y Francia, y sin contar al Reino Unido), cinco Medallas Fields (de matemáticas), un Premio Abel (matemáticas) y dos Premios Templeton (religión). El Trinity tiene muchos alumnos distinguidos – el más famoso de ellos quizás sea Isaac Newton, aunque entre sus antiguos miembros también se encuentran los poetas Lord Byron y Alfred Tennyson, los escritores Vladimir Nabokov y William Thackeray, los filósofos Bertrand Russell y Ludwig Wittgenstein, los físicos James Clerk Maxwell y Ernest Rutherford, los matemáticos Srinivasa Ramanujan y Michael Atiyah, o los economistas Piero Sraffa y Amartya Sen. También ha educado a seis Primeros Ministros, más que ningún otro college de Cambridge.
El Trinity tiene muchas sociedades, y su club de remo es el Primer y Tercer Club náutico de Cambridge. El Baile de fin de curso del Trinity es el más grande y tradicional de los Bailes de final de curso que se celebran en Cambridge.
La primera versión formal de las reglas del fútbol, conocidas como las Reglas de Cambridge, fueron hechas por los estudiantes de Cambridge, representantes de las escuelas privadas líderes, en el Trinity College en el año 1848.

## Historia
El college fue fundado por Enrique VIII en 1546, a partir de la fusión de dos colleges anteriores: Michaelhouse (fundado por Hervery de Stanton en 1324), y King's Hall (establecido por Eduardo II en 1317 y refundado por Eduardo III en 1337).
En aquel momento, Enrique estaba desamortizando los monasterios y abadías que había disuelto durante la reforma anglicana. Las universidades de Oxford y Cambridge, siendo ambas religiosas y bastante ricas, esperaban ser las próximas en ser disueltas. El rey deliberadamente aprobó una Ley en el Parlamento que le permitía confiscar los bienes de cualquier college que quisiera.
Las universidades usaron todos sus contactos para convencer a la sexta mujer del rey, Catalina Parr. La reina convenció a su marido para que no cerrase las universidades, sino que creara un nuevo college. El rey no quería usar los fondos reales, e insistió en combinar dos colleges (King's Hall y Michaelhouse) y siete hostales (Physwick (que formaba parte del Gonville y Caius College, Cambridge), Gregory's, Ovyng's, Catherine's, Garratt, Margaret's, y Tyler's) para formar el Trinity College. Esto, combinado con las tierras confiscadas a la Iglesia, convirtió al Trinity en el college más rico y grande.
La mayoría de los edificios del college datan de los siglos XVI y XVII. Thomas Nevile, quien se convirtió en rector ("master") del Trinity en 1593, reconstruyó y rediseñó la mayor parte del college. Estas obras incluían la ampliación y terminación del Great Court (o Gran Claustro) y la construcción del Nevile’s Court (Claustro de Nevile) entre el Great Court y el río Cam. El Nevile’s Court fue completado a finales del siglo XVII cuando la Biblioteca Wren, diseñada por Christopher Wren, fue construida.
En el siglo XX, el Trinity College y el King’s College fueron durante décadas los principales terrenos de reclutamiento para los Apóstoles de Cambridge, una sociedad secreta, intelectual y de élite.
El nombre completo del college es The College of the Holy and Undivided Trinity in the Town and University of Cambridge ("Colegio de la Sagrada e Indivisa Trinidad en la Villa y Universidad de Cambridge").

## Estructura
El Trinity College está formalmente gobernado por el conjunto de sus fellows, miembros académicos de la universidad (profesores, catedráticos, investigadores,...). Con cerca de 200 fellows, el Trinity es con mucho el college con más fellows de todo Oxbridge. Los fellows son los encargados de elegir a otros fellows. 
En la actualidad, son los propios fellows los que eligen al Master del College (el rector o director del mismo), cuyo mandato está actualmente limitado a 7 años renovables. Hasta 2007, el Master era elegido por la Reina de Inglaterra, y en su nombre por el primer ministro de turno, aunque en las últimas décadas este consultaba con los fellows a los candidatos a Master. El Master no suele ser un fellow, aunque muchos han sido exalumnos o antiguos miembros. Los poderes del Master están limitados por los fellows y su consejo rector. También hay un Vice-Master (Vicerrector). Debido al tamaño del college, la figura del Bursar (Tesorero) que en otros colleges gestiona las finanzas y operaciones diarias del college está dividida: las finanzas del College están controladas por el Sénior Bursar (Tesorero Mayor); la gestión diaria del college corre a cargo del Junior Bursar (Tesorero Menor). El College cuenta con un capellán y un deán de su capilla. También tiene un Bibliotecario Jefe (a cargo de la importante colección de la Biblioteca Wren), y emplea a doce jardineros para el mantenimiento de los 36 acres de jardines.
El College cuenta con unos 1000 alumnos, 600 de ellos de grado y 400 de posgrado. Ofrece alojamiento y comida a todos ellos durante toda la duración de sus estudios. Los fellows ofrecen  tutoriales semanales e individuales a los alumnos de grado, donde cubren los temas tratados en las distintas asignaturas. El college es particularmente famoso en matemáticas y ciencias naturales, donde concentra la mayor parte de sus fellows. Sin embargo, dado su tamaño, cubre la práctica totalidad de las disciplinas de la universidad.

## Los edificios y terrenos

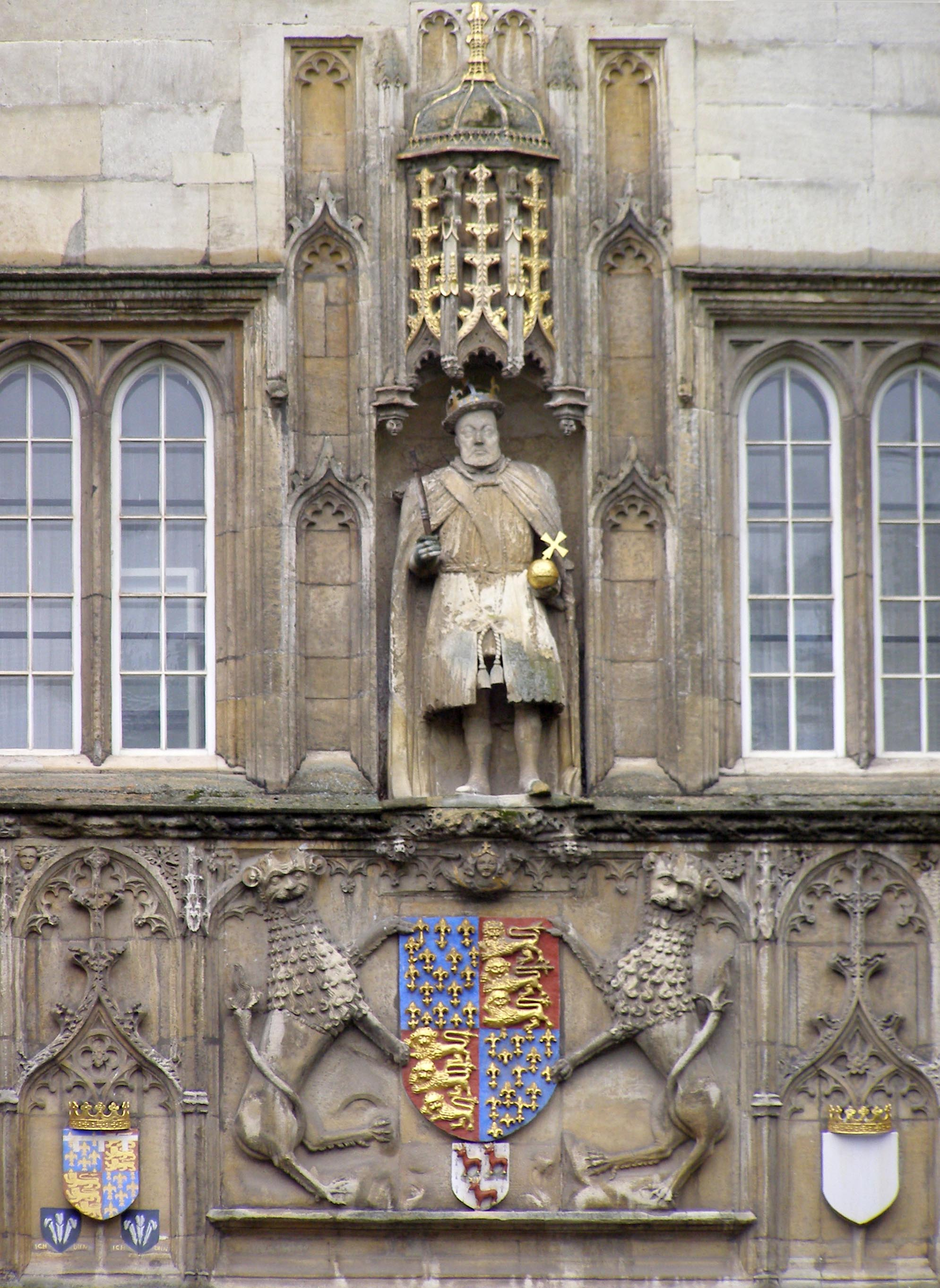
La Gran Puerta del Trinity.

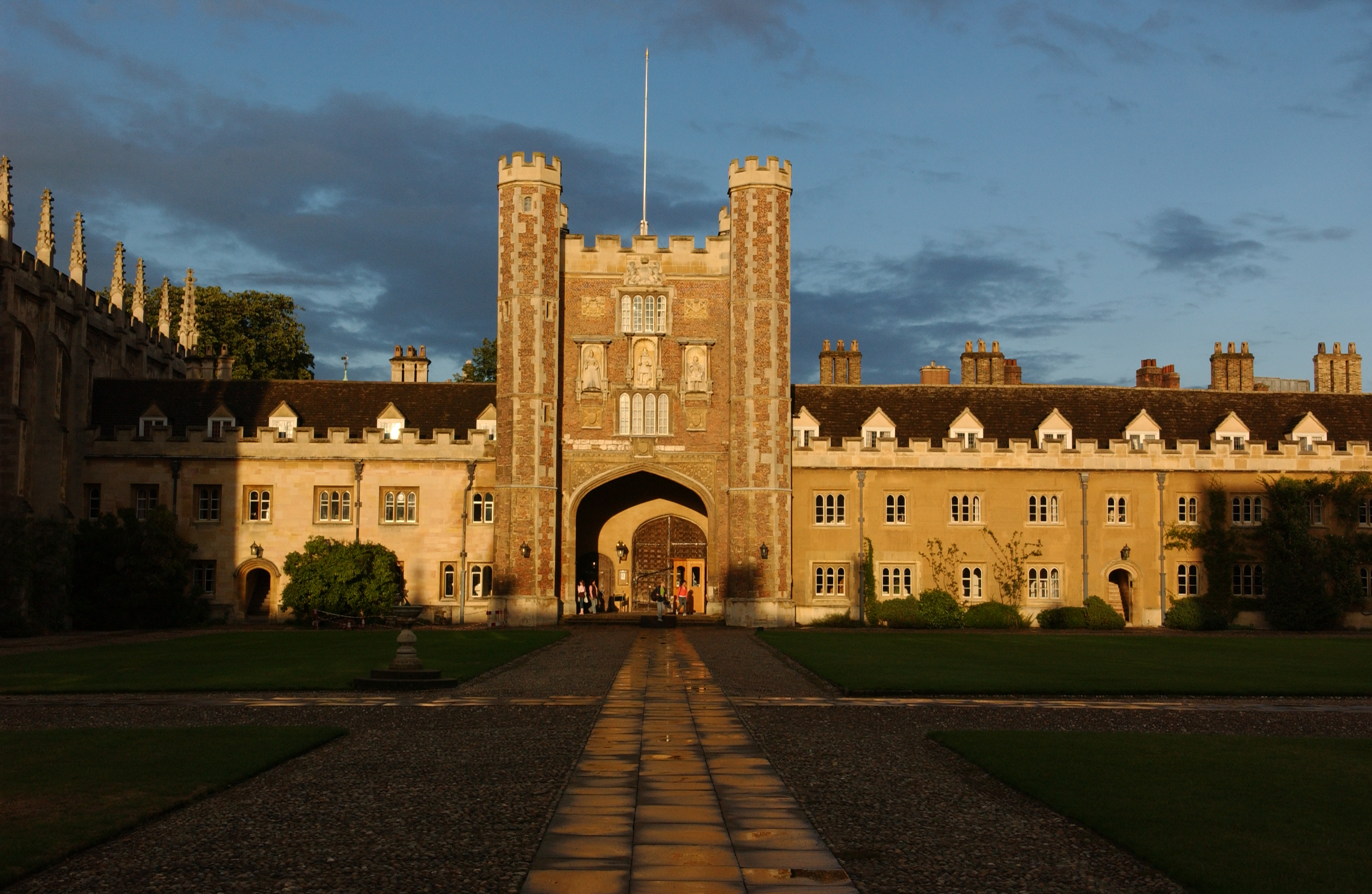
El Great Court.

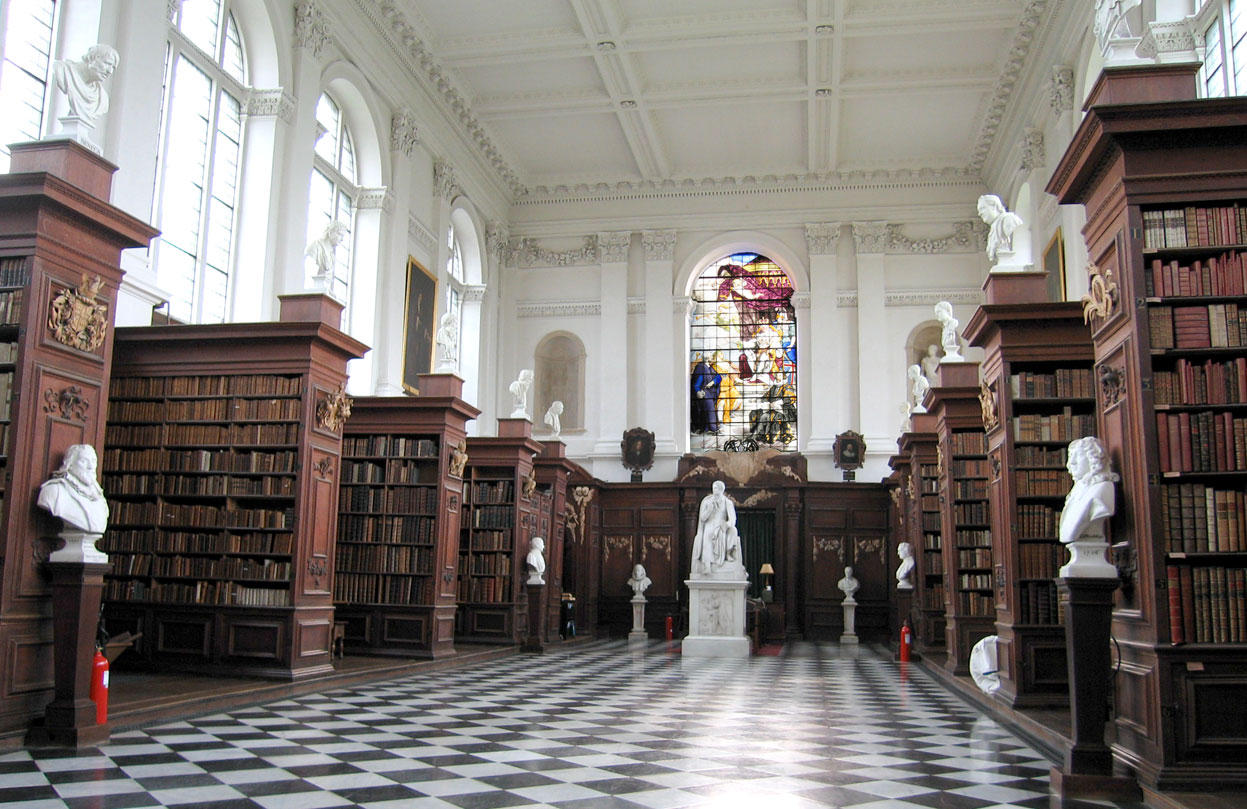
Interior de la Biblioteca Wren.

El Albergue del Rey (1377-1416, varios arquitectos)Se encuentra en el norte del Great Court, detrás de la Torre del Reloj, es (junto con la Puerta del Rey) los únicos restos del desaparecido King’s Hall.
La Gran PuertaEs la entrada principal al college, conduce hasta el Great Court. Una estatua del fundador del college, Enrique VIII se encuentra en un nicho sobre la puerta. En su mano sostiene la pata de una silla en lugar de la espada tradicional, hay varios mitos sobre quién y cómo se llevaron la espada. En 1704, el primer observatorio astronómico de la Universidad se construyó en el tejado de la puerta. Debajo de la estatua del fundador está el escudo de armas de Eduardo III, el fundador del King’s Hall, y cinco de sus hijos que llegaron a la madurez, así como William de Hatfield, representado por un espacio vacío debido a que murió siendo muy joven y no se le concedió un escudo.
El Great Court (principalmente construido entre 1599 y 1608, varios arquitectos)Fue la idea maestra de Thomas Nevile, que demolió muchos de los edificios existentes en este lugar, incluyendo casi por completo los edificios del antiguo college de Michaelhouse. El único edificio que quedaba fue remplazado por las actuales cocinas (diseñadas por James Essex) entre 1770 y 1775. Vea el panorama en 360° del Great Court hecho por la BBC.
Nevile’s Court (1614, arquitecto desconocido)Se encuentra entre el Great Court y el río, este patio fue creado a partir de un legado del director del college, Thomas Nevile, originalmente su longitud era dos tercios la actual y sin contar la Biblioteca Wren, La apariencia de las plantas superiores fue remodelada ligeramente dos siglos después.
El Albergue del Obispo (1671, Robert Minchim)Es un edificio aislado al suroeste del Great Court, y llamado así en honor de John Hacket, Obispo de Lichfield y Coventry. Se construyeron varios edificios adicionales en 1878 diseñados por Arthur Blomfield.
Biblioteca Wren (1676-1695, Christopher Wren)Se encuentra en la parte oeste del Nevile’s Court, la biblioteca es una de más famosas y mejor dotadas de Cambridge. Entre sus posesiones más notables hay dos de los primeros manuscritos de William Shakespeare, un manuscrito del siglo XIV de las Visiones de Pedro el labrador, y cartas escritas por Sir Isaac Newton. Debajo del edificio están los tranquilos claustros de la Biblioteca Wren, donde los estudiantes pueden disfrutar de una preciosa vista del Gran Salón delante de ellos, y del río justo detrás de ellos.
El New Court (o King’s Court; 1825, William Wilkins)Se encuentra al sur del Nevile’s Court, y fue construido en estilo gótico-tudor, este patio es famoso por su gran árbol central. Algunas veces circula el mito de que, fue de este árbol de donde cayó la manzana que golpeó a Newton en la cabeza y descubrió la teoría de la gravedad, sin embargo Newton se encontraba en Grantchester cuando la descubrió. En aquella época se construyeron muchos otros New Courts para poder acoger a los nuevos estudiantes.
Whewell’s Court (1860 & 1868, Anthony Salvin)Se encuentra cruzando la calle desde el Great Court, estos dos patios fueron pagados completamente por William Whewell, para entonces director del College. El lado norte fue posteriormente demolido por W.D. Caroe.
Angel Court (1957-1959, H. C. Husband)Se encuentra entre el Great Court y Trinity Street.
Edificio Wolfson (1968-1972, Asociación de arquitectos)Se encuentra al sur del Whewell’s Court, en lo alto de un podio por encima de las tiendas, este edificio se asemeja a un zigurat revestido con ladrillos, y se usa exclusivamente para el alojamiento de estudiantes de primer año. Se ha remodelado durante el año académico 2005-2006.

## Alumnos famosos
| Sir Francis Bacon            | 1561 | 1626 | Filósofo                                                                                    |                            |      |  |     |
| John Dryden                  | 1631 | 1700 | Poeta, crítico literario y dramaturgo                                                       |                            |      |  |     |
| Sir Isaac Newton             | 1643 | 1727 | Físico, filósofo, inventor, alquimista y matemático                                         |                            |      |  |     |
| Lord Byron                   | 1788 | 1824 | Poeta                                                                                       |                            |      |  |     |
| Charles Babbage              | 1791 | 1871 | Matemático                                                                                  |                            |      |  |     |
| William Fox Talbot           | 1800 | 1877 | Inventor, fotógrafo, arqueólogo, botánico, filósofo, filólogo, matemático y político        |                            |      |  |     |
| Lord Tennyson                | 1809 | 1892 | Poeta                                                                                       |                            |      |  |     |
| Sir Francis Galton           | 1822 | 1911 | Polímata, antropólogo, geógrafo, explorador, inventor, meteorólogo, estadístico y psicólogo |                            |      |  |     |
| James Clerk Maxwell          | 1831 | 1879 | Físico                                                                                      |                            |      |  |     |
| Lord Nathan Mayer Rothschild | 1840 | 1915 | Banquero, político,                                                                         |                            |      |  |     |
| Lord Rayleigh                | 1842 | 1919 | Físico y profesor universitario                                                             |                            |      |  |     |
| Arthur Balfour               | 1848 | 1930 | Político y estadista                                                                        |                            |      |  |     |
| Ernest Rutherford            | 1871 | 1937 | Físico y químico                                                                            |                            |      |  |     |
| Bertrand Russell             | 1872 | 1970 | Filósofo, matemático y escritor                                                             |                            |      |  |     |
| Aleister Crowley             | 1875 | 1947 | Esotérico, literario y aventurero                                                           |                            |      |  |     |
| Niels Bohr                   | 1885 | 1962 | Físico                                                                                      |                            |      |  |     |
| Srinivasa Ramanujan          | 1887 | 1920 | Matemático                                                                                  |                            |      |  |     |
| Jawaharlal Nehru             | 1889 | 1964 | Primer Primer ministro de India                                                             |                            |      |  |     |
| Ludwig Wittgenstein          | 1889 | 1951 | Filósofo austríaco                                                                          |                            |      |  |     |
| Sir David Stirling           | 1915 | 1990 | Activista, aristócrata, montañista y militar                                                |                            |      |  |     |
| Amartya Sen                  | 1933 |      | Economista                                                                                  | Charles, Príncipe de Gales | 1948 |  | Rey |
| Justin Welby                 | 1956 |      | Actual Arzobispo de Canterbury                                                              |                            |      |  |     |
| Eddie Redmayne               | 1982 |      | Actor                                                                                       |                            |      |  |     |

### Premios Nobel

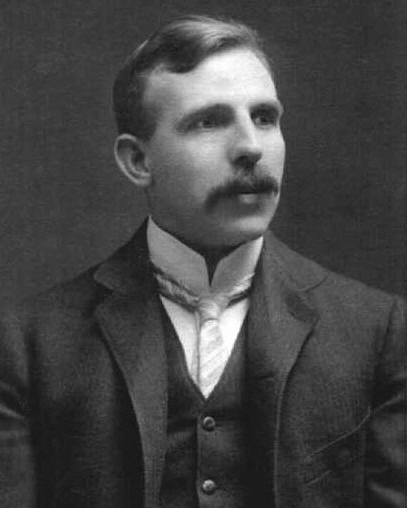
Ernest Rutherford.

| Nombre                          | Campo      | Año  |
| ------------------------------- | ---------- | ---- |
| Lord Rayleigh                   | Física     | 1904 |
| Sir Joseph John (J. J.) Thomson | Física     | 1906 |
| Lord Rutherford                 | Química    | 1908 |
| Sir William Bragg               | Física     | 1915 |
| Sir Lawrence Bragg              | Física     | 1915 |
| Charles Glover Barkla           | Física     | 1917 |
| Niels Bohr                      | Física     | 1922 |
| Francis Aston                   | Química    | 1922 |
| Archibald V. Hill               | Medicina   | 1922 |
| Sir Austen Chamberlain          | Paz        | 1925 |
| Owen Willans Richardson         | Física     | 1928 |
| Frederick Gowland Hopkins       | Medicina   | 1929 |
| Edgar Douglas Adrian            | Medicina   | 1932 |
| Sir Henry Dale                  | Medicina   | 1936 |
| George Paget Thomson            | Física     | 1937 |
| Bertrand Russell                | Literatura | 1950 |
| Ernest Walton                   | Física     | 1951 |
| Richard Synge                   | Química    | 1952 |
| Sir John Kendrew                | Química    | 1962 |
| Sir Alan Hodgkin                | Medicina   | 1963 |
| Sir Andrew Huxley               | Medicina   | 1963 |
| Brian David Josephson           | Física     | 1973 |
| Sir Martin Ryle                 | Física     | 1974 |
| James Meade                     | Economía   | 1977 |
| Pyotr Kapitsa                   | Física     | 1978 |
| Walter Gilbert                  | Química    | 1980 |
| Sir Aaron Klug                  | Química    | 1982 |
| Subrahmanyan Chandrasekhar      | Física     | 1983 |
| James Mirrlees                  | Economía   | 1996 |
| John Pople                      | Química    | 1998 |
| Amartya Sen                     | Economía   | 1998 |
| Venkatraman Ramakrishnan        | Química    | 2009 |
| Gregory Winter                  | Química    | 2018 |
| Didier Queloz                   | Física     | 2019 |

### Primeros ministros que estudiaron en el Trinity

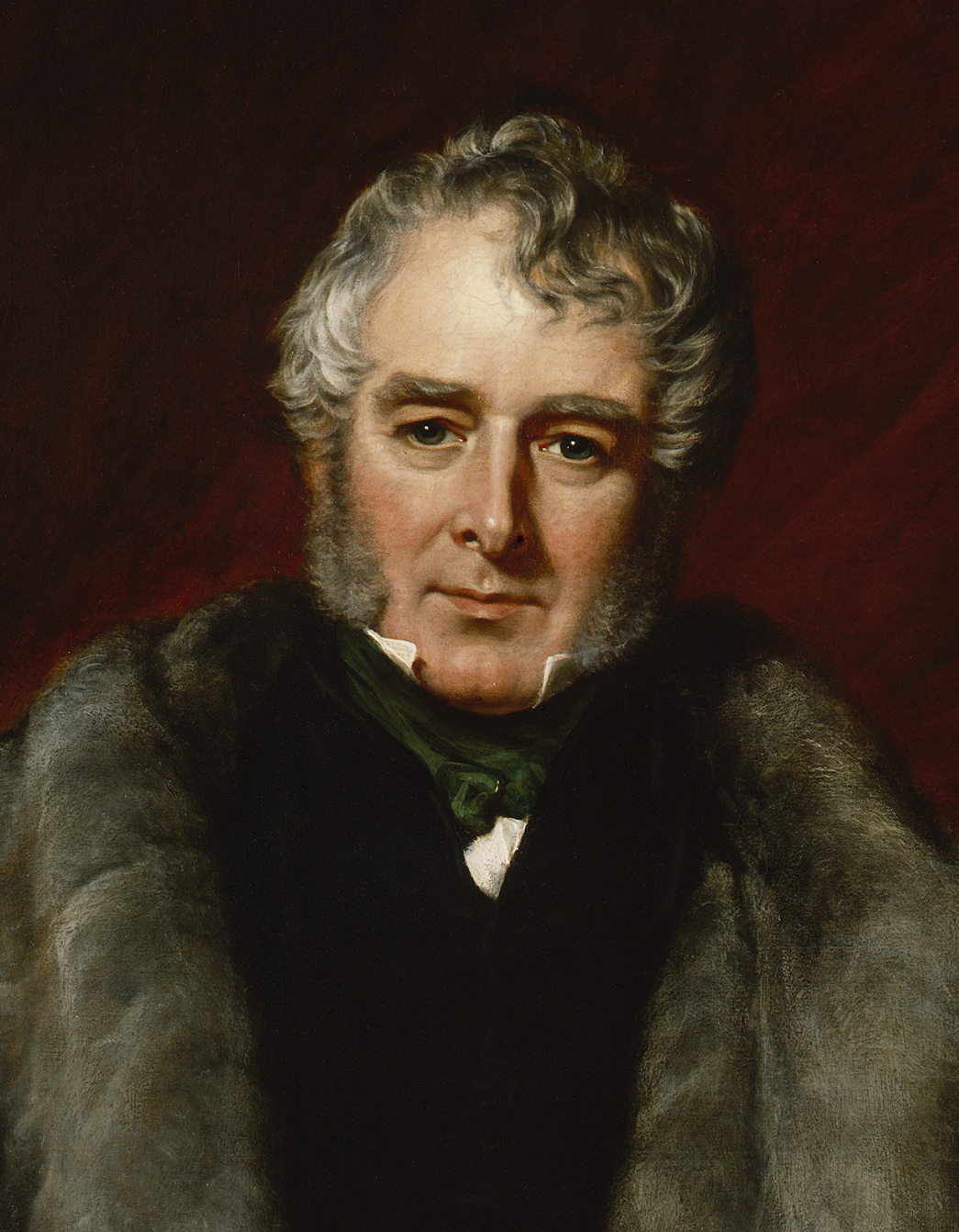
William Lamb fue primer ministro del Reino Unido entre 1834 y 1841.

| Nombre                   | Partido     | Año                           |
| ------------------------ | ----------- | ----------------------------- |
| Spencer Perceval         | Tory        | 1809-1812                     |
| Charles Grey             | Whig        | 1830-1834                     |
| William Lamb             | Whig        | 1834-1841                     |
| Arthur Balfour           | Conservador | 1902-1905                     |
| Henry Campbell-Bannerman | Liberal     | 1905-1908                     |
| Stanley Baldwin          | Conservador | 1923-1924 1924-1929 1935-1937 |